# Червона Воля (Свентокшиське воєводство)
Червона Воля (пол. Czerwona Wola) — село в Польщі, у гміні Слупія Конецька Конецького повіту Свентокшиського воєводства.
Населення — 157 осіб (2011).
У 1975-1998 роках село належало до Келецького воєводства.

## Демографія
Демографічна структура на день 31 березня 2011 року:
|          | Загалом | Допрацездатний вік | Працездатний вік | Постпрацездатний вік |
| -------- | ------- | ------------------ | ---------------- | -------------------- |
| Чоловіки | 81      | 17                 | 48               | 16                   |
| Жінки    | 76      | 17                 | 38               | 21                   |
| Разом    | 157     | 34                 | 86               | 37                   |